# جوليو ديستي
جوليو ديستي (13 يوليو 1478 – 24 مارس 1561) كان الابن غير الشرعي لـ«إركولي ديستي الأول» دوق فرارة، وجاء نتيجة علاقة مع إيزابيلا أردوين، وهي من السيدات اللواتي كنّ يخدمن زوجة إركولي. يُشتهر جوليو بسبب النزاعات التي خاضها مع أخيه غير الشقيق «إيبوليتو ديستي»، والتي بلغت ذروتها في المؤامرة الفاشلة التي حاكها جوليو ضد كل من إيبوليتو وأخيه غير الشقيق الآخر «ألفونسو ديستي»، الذي كان دوق فرارة آنذاك.

## سيرة ذاتية

### في بلاط فرارة
كان أخوة جوليو غير الأشقاء، الذين أنجبهم إركولي مع زوجته إليونورا داراغون، هم ألفونسو ديستي الأول (خليفة والده)، وإيبوليتو ديستي (الكاردينال إيبوليتو)، وفيرانتي ديستي، وإيزابيلا ديستي (زوجة فرانشيسكو غونزاغا الثاني)، وبياتريس ديستي (زوجة لودوفيكو سفورزا)، وسيغيسموندو ديستي. حمل جوليو ديستي وإيبوليتو ديستي ضغائن وخلافات ضد بعضهما البعض على مدار حياتهما.
نشأ جوليو في بلاط فرارة، وسكن لاحقًا في قصره المقام على طريق ديغلي أنجيلي (طريق الملائكة) في فرارة.

### المشاجرة الأولى
نشأ نزاع بين جوليو وإيبوليتو بشأن الموسيقي دون رينالدو من ساسولو، الذي كان يعمل في خدمة جوليو. أراد إيبوليتو أن يضم الموسيقيّ إلى كنيسته، وقرب نهاية عام 1504، أثناء قدومه إلى فرارة بسبب مرض والده إركولي الأول، اختطف إيبوليتو رينالدو واحتجزه في قلعة غيسو (التي تنتمي إلى جيوفاني بواردو، كونت سكاديانو). في مايو 1505 اكتشف جوليو مكان الرجل ونجح بمساعدة فيرانتي ورجال مسلحين آخرين باستعادة الموسيقي الخاص به، واستبدل حارس القلعة به، كنوع من التحدي للكارينال إيبوليتو. اشتكى إيبوليتو، وهو المستشار السياسي لألفونسو، كثيرًا عما حدث إلى أن قرر الدوق ألفونسو نفي فيرانتي إلى مودينا وجوليو إلى بريشيللو.
نجحت لوكريزيا بورجيا (زوجة ألفونسو)، وإيزابيلا ديستي مع زوجها فرانشيسكو في إقناع ألفونسو بالعفو عن الأخوين.

### المشاجرة الثانية
لاحقًا، وجد جوليو وإيبوليتو سببًا جديدًا للنزاع: اكتشفا أنّ كليهما معجبٌ بإحدى سيدات البلاط، أنجيلا بورجيا، وهي بنت عم لوكريزيا، وظهر أن أنجيلا قد فضّلت جوليو على الآخر. اعتمد الكاردينال إيبوليتو، الذي كان رجلًا فاجرًا وزير نساء، على ثقافته ولباقته ليحتل قلوب النساء الجميلات، ولكنه خسر بشدة هنا عندما قالت له أنجيلا: «سيدي، إن عينَي أخيك [جوليو] أهم من شخصك بأكمله...»، فاشتاط عندها غضبًا. في الثالث من نوفمبر 1505، وبينما كان جوليو عائدًا من رحلة إلى بيلريغاردو، كان خدم إيبوليتو يحيطون به، وقد أمرهم إيبوليتو بقتل أخيه غير الشقيق واقتلاع عينيه. كان جوليو بمفرده ولم يستطع حماية نفسه، وعلى الرغم من أنه لم يُقتل، فقد تعرض لضرب وحشي حتى امتلأ بالجروح وطُعنت عيناه. في النهاية فقد بصره في إحدى عينيه وبقيت العين الأخرى ترى بشكل ضبابي. سارع إيبوليتو إلى إرسال نسخة مُنقحة من الحدث إلى المحاكم الإيطالية، الأمر الذي أدى إلى نجاته من العقاب.
في ديسمبر من العام نفسه، أعلن ألفونسو هدنة رسمية بين الأخوين.

### التآمر ضد إيبوليتو وألفونسو وآثاره
على الرغم من الهدنة، فقد حمل جوليو ضغينة ضد كل من إيبوليتو، بسبب الضرب الذي أضر ببصره ووسامته المشهورة، وضد ألفونسو، لعدم معاقبته إيبوليتو. في عام 1506، وبالتعاون مع فيرانتي، الذي كان يطمح إلى الحلول محل شقيقه، ومع رجال آخرين معادين للدوق، نظّم جوليو مؤامرة تهدف إلى القضاء على ألفونسو وإيبوليتو. ولكن بسبب الفوضى وعدم التنظيم، لم ينجح المتآمرون في تنفيذ خطتهم: انتظار مرور الدوق في الشارع ليلًا مع خناجر مغطاة بالسم، وفشلوا في إصابته مرتين.
خلال إحدى فترات الغياب المتكررة للدوق، جمع جواسيس إيبوليتو أدلة حول المؤامرة، ولكن قبل أن يصلوا إلى ألفونسو، نصحت كل من لوكريزيا وإيزابيلا جوليو بالفرار إلى مانتوا حيث سيحميه فرانشيسكو غونزاغا. هناك، على الرغم من مطالب صهره، رفض فرانشيسكو تسليم جوليو عدة مرات.
أثناء ذلك، وفي غياب جوليو، بدأت محاكمة المتآمرين في منزل سيغيسموندو ديستي. أُدين جوليو وفيرانتي مع ثلاثة آخرين بتهمة التآمر، وحُكم عليهم بالإعدام.
في نهاية المطاف، استسلم فرانشيسكو لضغوط ألفونسو، الذي هدد باستعادة جوليو باستخدام جيشه، وسلّم جوليو.
في حين نُفّذت عقوبة الإعدام على المتآمرين الآخرين، حصل جوليو وفيرانتي على تخفيف في الحكم: سُجنا في برج ليوني مع كاستيلو إستنسي، وصودرت ممتلكاتهما.
في عام 1540، وبعد 34 عامًا في السجن، مات فيرانتي عن عمر يناهز 63 عامًا. لكن جوليو، وبعد 53 عامًا في السجن، أمر حفيد أخيه «ألفونسو ديستي الثاني» بإطلاق سراحه وهو في عمر يناهز 81 عامًا. يُقال أن جوليو قد تسبب باضطراب بين المارة عندما عاد إلى الشارع لأنه وعلى الرغم من السجن كان محتفظًا بسحره الخاص ووقوفه المنتصب، وكان يرتدي كما كانت الموضة قبل 50 عامًا.